# Lionel Abelanski
Lionel Abelanski (ur. 22 października 1964 w Paryżu) – francuski aktor filmowy i teatralny.

## Życiorys
Uczęszczał do paryskiej szkoły aktorskiej Cours Florent. Po raz pierwszy pojawił się na ekranie pod koniec lat 80. w filmie Romuald et Juliette. Choć stale był związany z teatrem, popularność przyniosły mu w latach 90. występy w filmach komediowych, m.in. Delphine 1, Yvan 0. W 1999 był nominowany do nagrody Cezara w kategorii „Najbardziej obiecujący aktor” za rolę w Pociągu życia.
Grywał w wielu paryskich teatrach, m.in. w Théâtre des Champs Élysées, Théâtre de la Renaissance i Théâtre de Paris, w sztukach takich autorów, jak Hanoch Levin, Alan Ayckbourn czy Neil LaBute.

## Filmografia
- 1988 – Romuald et Juliette
- 1993 – Méprises multiples (film krótkometrażowy)
- 1995 – Douce France
- 1996 – Delphine 1, Yvan 0
- 1996 – Un samedi sur la terre
- 1996 – Coup de vice
- 1997 – Didier
- 1997 – La Femme du cosmonaute
- 1997 – I got a woman (film krótkometrażowy)
- 1997 – La méthode (film krótkometrażowy)
- 1998 – Pociąg życia
- 1999 – Mes amis (pour la vie)
- 1999 – Les Parasites
- 1999 – Trafic d'influence
- 1999 – Le Voyage à Paris
- 2000 – Nationale 7
- 2000 – Belfegor – upiór Luwru
- 2000 – En attendant (film krótkometrażowy)
- 2001 – Ma femme est une actrice
- 2002 – Nos jours heureux (film krótkometrażowy)
- 2002 – Spartacus (film krótkometrażowy)
- 2003 – La Beuze
- 2003 – Bienvenue au gîte
- 2003 – Mais qui a tué Pamela Rose ?
- 2003 – La calvitude (film krótkometrażowy)
- 2003 – Scotch (film krótkometrażowy)
- 2003 – Toute une histoire (film krótkometrażowy)
- 2004 – Double zéro
- 2004 – Un petit jeu sans conséquence
- 2004 – Sny o potędze
- 2004 – Alive
- 2004 – Le Grand Rôle
- 2004 – Tout le plaisir est pour moi
- 2004 – Casablanca Driver
- 2005 – Cavalcade
- 2005 – Je ne suis pas là pour être aimé
- 2005 – Je préfère qu'on reste amis...
- 2006 – Nos jours heureux
- 2006 – Itinéraires
- 2006 – Je déteste les enfants des autres
- 2006 – Poltergay
- 2007 – Zone libre
- 2007 – Le Syndrome de Jérusalem
- 2007 – Les Yeux bandés
- 2007 – Pokuta
- 2007 – 15 ans et demi
- 2008 – Sagan
- 2009 – Safari
- 2009 – Tellement proches
- 2009 – Le Concert